# (824) Анастасия
(824) Анастасия (лат. Anastasia) — небольшой астероид главного пояса, который принадлежит к спектральному классу S. Он был обнаружен 25 марта 1916 года русским астрономом Григорием Неуйминым в Симеизской обсерватории и назван в честь своей знакомой Анастасии Семёновой. Независимо был открыт 1 апреля 1916 года немецким астрономом Максом Вольфом в обсерватории Хайдельберг.

## Покрытие
6 апреля 2010 года произошло ярчайшее для Северного полушария покрытие астероидом такого размера звезды Дзета Змееносца, видимой невооружённым глазом.